# 那州
那州是唐代黔州都督府所屬的一個羈縻州。其轄地在今廣西省天峨縣六排鎮納州屯一帶地方，是唐代招撫當地土著所設置的州縣，一般由其頭人任州官，宋代屬夔州路紹慶府。崇寧五年又內附，置那，地兩州，屬宜州羈縻。明洪武元年廢那州入地州，改為那地州。屬慶遠府。